# Касиорнисы
Касиорнисы (лат. Casiornis) — род воробьиных птиц из семейства Тиранновые.

## Список видов
- Рыжий касиорнис Casiornis rufa (Vieillot, 1816)
- Сероголовый касиорнис Casiornis fusca Sclater & Salvin, 1873